# 大井ジャンクション
大井ジャンクション（おおいジャンクション）は、東京都品川区八潮にある首都高速道路の湾岸線・1号羽田線・中央環状線を結ぶジャンクションである。

## 概要
2013年（平成25年）11月19日までは湾岸線両方向から1号羽田線上りに向かう一方通行のジャンクションであったが、中央環状線接続に伴うジャンクションの運用変更により、同日20時をもって湾岸線西行き（横浜方面）から1号羽田線上りに向かう連結路が閉鎖された。また、中央環状線接続工事に伴い、2012年（平成24年）7月17日に大井PAが横浜寄りに移転した。
2015年（平成27年）3月7日に中央環状線が接続。接続後は、湾岸線西行きから中央環状線外回りへ、湾岸線東行きから1号羽田線上りと中央環状線外回りの双方へ、中央環状線内回りから湾岸線両方向へ、それぞれ連絡する。
2016年（平成28年）6月8日以降、湾岸線東行きから1号羽田線上りに向かう連絡路が、1号羽田線 東品川桟橋・鮫洲埋立部更新工事に伴い長期間閉鎖されていたが、2019年（令和元年）9月29日に上り線う回路へ暫定接続されたことで閉鎖が解除された。
2019年（平成31年）4月15日には、2018年（平成30年）5月20日に行なわれた大井本線料金所の廃止を受け、当JCTの分岐点が500m手前（横浜寄り）へと移設されるとともに、この区間に設置されていた大井南入口が中環大井南入口として中央環状線外回り行き専用に転換された。

## 連絡している路線
首都高速道路
- 湾岸線 東行き（横浜方面）から → 1号羽田線 上り（浜崎橋JCT方面）へ
- 湾岸線⇔中央環状線

## 歴史

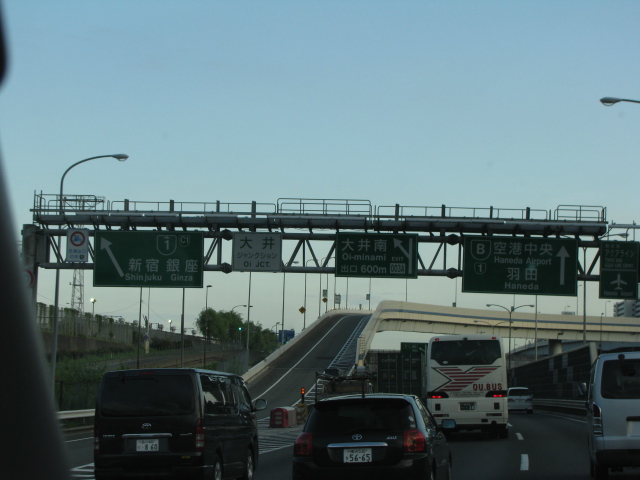
首都高速湾岸線西行きから1号羽田線への分岐
（現在は湾岸線西行きから中央環状線大橋JCT方面への分岐になっている。）

- 1963年12月21日 : 1号羽田線 芝浦出入口 - 鈴ヶ森出入口間 開通。
- 1976年8月12日 : 湾岸線 大井出入口 - 13号地出入口（現臨海副都心出入口）間 開通。
- 1983年2月24日 : 湾岸線 東海JCT - 大井出入口間、湾岸分岐線 昭和島JCT - 東海JCT間 開通。[8]
- 1989年12月16日 : 大井JCT新設。
- 2013年11月19日 : 湾岸線西行きから1号羽田線方面への連結路が閉鎖[1]。
- 2015年3月7日 : 中央環状線 大井JCT - 大橋JCT間 開通[9]。
- 2016年6月8日 : 湾岸線東行きから1号羽田線上りへの連絡路が長期間閉鎖[4]。
- 2019年9月29日 : 湾岸線東行きから1号羽田線上りへの連絡路が閉鎖解除[5]。

## 隣
首都高速湾岸線
(B18,B19)大井南出入口（東行きは出口のみ）/大井TB（廃止） - 大井JCT - 大井PA（東行き） - (B21)大井出入口
首都高速1号羽田線
(101,102)芝浦出入口 - 大井JCT - （(103)勝島出入口）
首都高速中央環状線
大井JCT /(C18)中環大井南出入口 - (C20)五反田出入口 - 大橋JCT